# Falko Traber

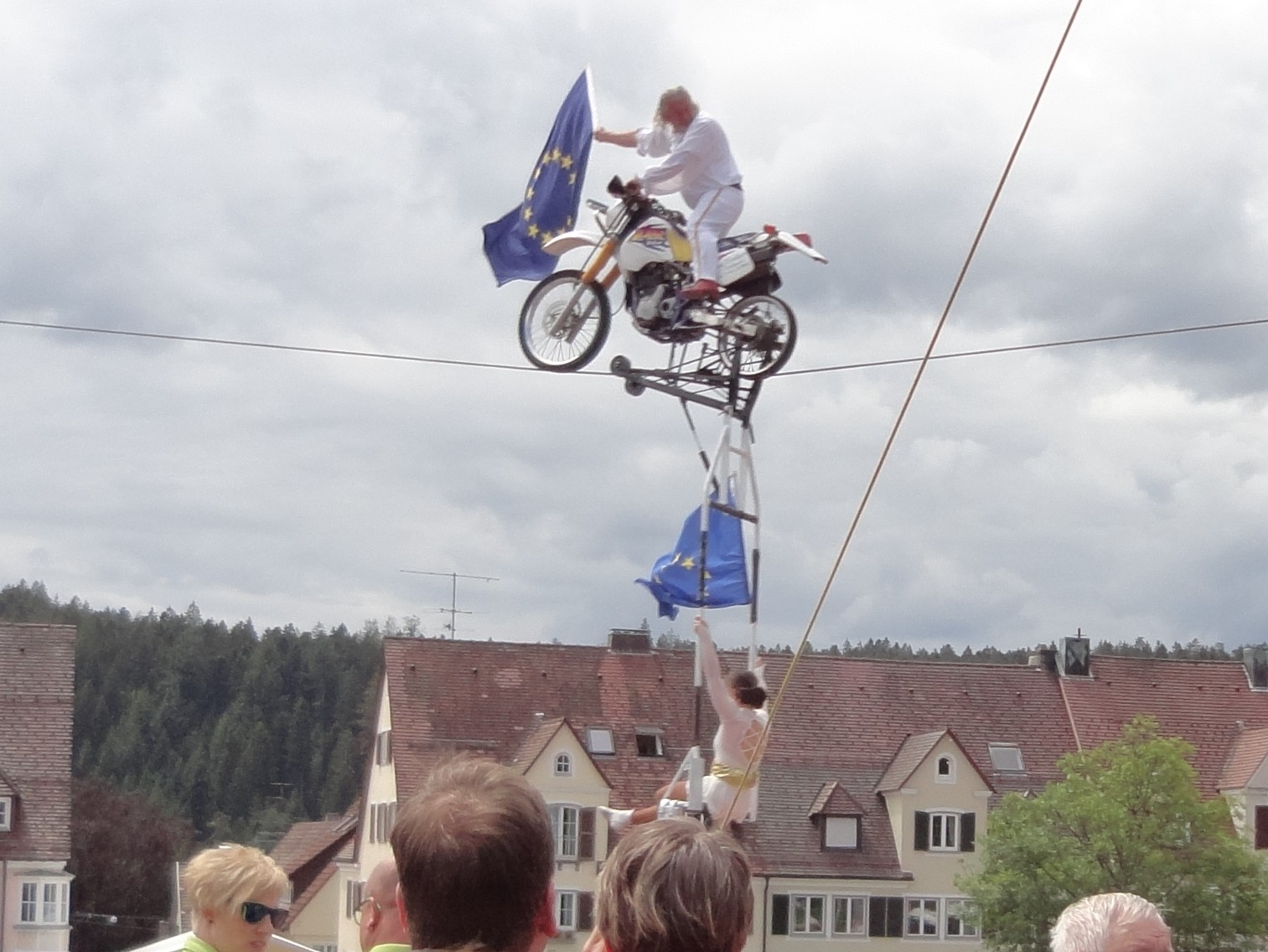
Falko Traber auf dem Hochseil, 2016 über dem Marktplatz in Freudenstadt

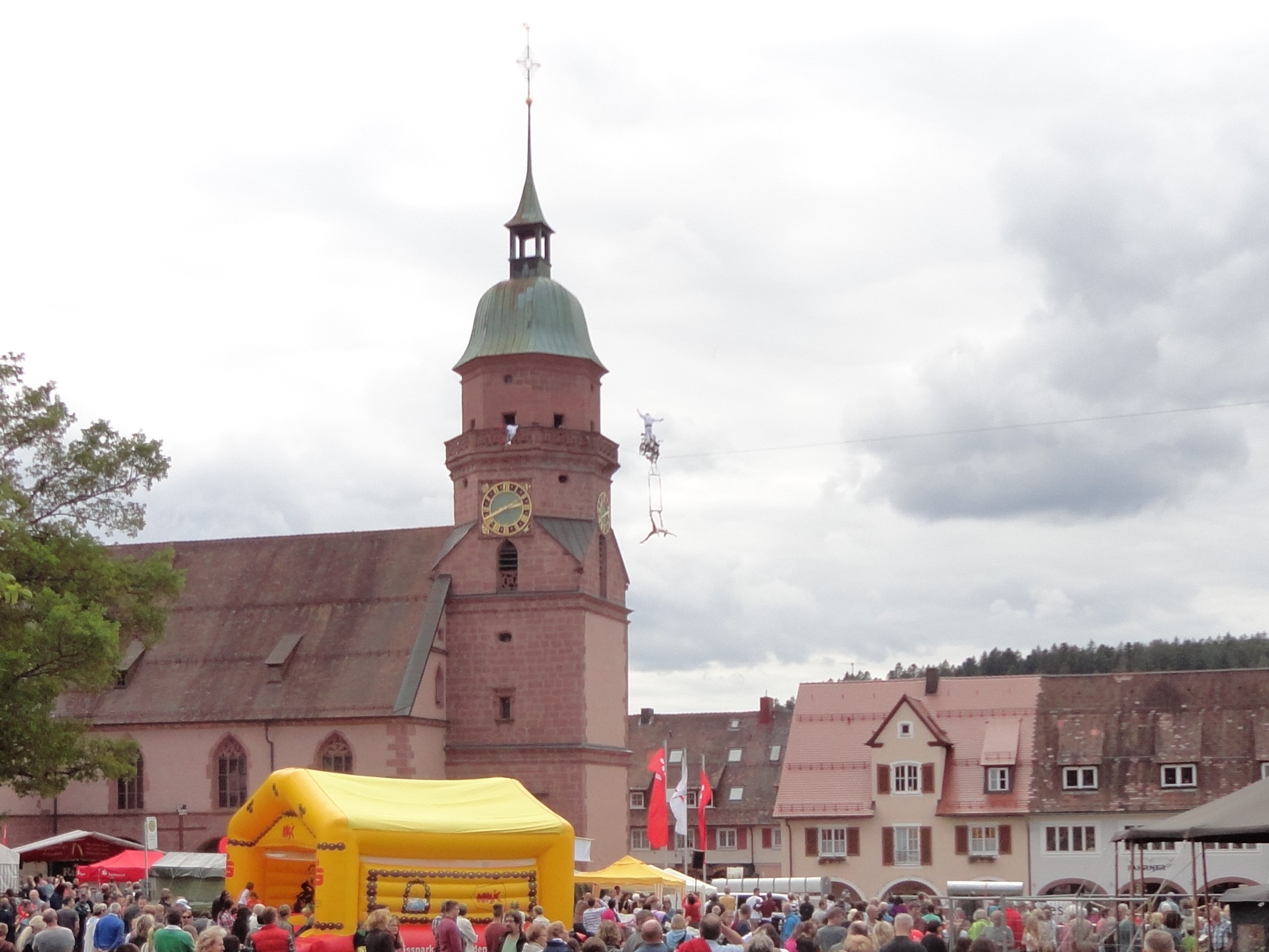
Falko Traber mit Partnerin auf dem Hochseil, 2016 Stadtkirche Freudenstadt

Falko Traber (* 13. Oktober 1959 in Besançon, Frankreich) ist ein professioneller Hochseilartist, der der Artistenfamilie Traber angehört, die seit dem Jahr 1799 ununterbrochen Hochseilartistik präsentiert. Seit seiner Geburt bereiste Falko Traber mit seiner Familie über 40 Länder. Auf dem Hochseil stellte Falko Traber in den letzten Jahrzehnten eine Vielzahl von Weltrekorden auf. Seit 2002 ist seine Geschichte und die seiner Familie im Badischen Landesmuseums in Karlsruhe zu sehen. Falko Traber ist der letzte seiner Brüder, der noch auf dem Hochseil steht, sein Bruder Charlie Traber starb 2007 mit 51 Jahren.

## Weltrekorde
- 1978 verbrachte er im Miniaturpark Minidomm in Ratingen 216 Stunden ununterbrochen auf dem Hochseil und überbot den bisherigen Rekord um 18 Stunden.[2] Im selben Jahr war er zu sehen im James-Bond-Film "Moonraker – Streng geheim".
- 1982 überbot er seinen Rekord auf 11 Tage auf dem Seil im Alstertal-Einkaufszentrum
- 1996 überquerte er zu Fuß für einen Längenweltrekord auf einem 640 Meter langen und bis zu 60 Meter hohen Drahtseil die Stadt Baden-Baden.
- 1997 stellte er in Weil am Rhein einen weiteren Längenweltrekord mit dem Motorrad auf dem Hochseil auf. Hierbei legte er auf dem Hinterrad seiner Suzuki-Spezialmaschine, in einer Höhe von 80 Metern, eine Strecke von 700 Metern zurück.
- 1999 überquerte er die Zugspitze mit einem Fahrrad auf einem 12 mm starken Drahtseil. In 600 Metern über N.N. vollführte er zudem einen Kopfstand auf der Lenkgabel seines Fahrrades.
- 2002 folgte ein weiterer Dauerweltrekord. Falko Traber verbrachte in einer Höhe von ungefähr 10 Metern 13 Tage und Nächte, also 312 Stunden ohne Unterbrechung auf dem Hochseil. Der Weltrekord wurde unter freiem Himmel und über einem nach oben geöffneten Wildtiergehege, in dem sich mehrere ausgewachsene weiße Tiger befanden, im Safariland Stukenbrock aufgestellt.
- 2004 überquerte er den Rhein mit dem Fahrrad über eine Strecke von 300 m vom Kirchturm Laufenburg (D) zum Kirchturm Laufenburg (CH) in einer Höhe von 60 m.
- 2006 balancierte er über die längste, freihängende Seilbahn der Welt – die 3S-Umlaufbahn in Kitzbühel in einer Höhe von 412 m.
- 2007 Lauf auf der Seilbahn zum Zuckerhut in Rio de Janeiro

## Presseartikel
- Deutscher spaziert in 400 m Höhe - auf einem Seil. In: Bild. 1. Oktober 2006
- Hochseilartist schafft neuen Weltrekord. In: ORF. 1. Oktober 2006
- Trabers Himmelfahrt. In: mare. Nr. 39, Oktober 2004